# Archiv für Geographie
Das Archiv für Geographie ist eine Einrichtung des Leibniz-Instituts für Länderkunde e. V. in Leipzig. Es sammelt und erschließt Dokumente zur Geschichte der Geographie seit dem 19. Jahrhundert und stellt diese der wissenschaftlichen Öffentlichkeit zur Verfügung.

## Geschichte
Die Geschichte des Archivs reicht bis ins Jahr 1902 zurück, als erstmals ein „Archiv für Forschungsreisende“ in dem 1896 von Alphons Stübel begründeten Museum für vergleichende Länderkunde im Grassimuseum (heute Stadtbibliothek) erwähnt wird. Von Anfang an war die Entwicklung des Archivs eng mit der Geschichte des Museums verbunden. Stübel hatte auf seinen Reisen durch den Mittelmeerraum, zu den atlantischen Inseln und durch Südamerika Tage- und Notizbücher angelegt, geowissenschaftliche Beobachtungen und Messungen durchgeführt. Durch die Gründung eines Archivs wollte er dieses Material anderen Forschungsreisenden zur Verfügung stellen. Dieser erste Zweck des Archivs konnte allerdings nicht mehr zum Tragen kommen, weil das zweite „Entdeckungszeitalter“ zu Ende gegangen war und sich die Geographie längst zu einer akademischen Wissenschaft entwickelt hatte. Wichtigster Nachlass, den das Archiv in diesen Jahren übernahm, war der des Hochschullehrers Friedrich Ratzels nach dessen Tod 1904. Nach vielen Jahren der Stagnation (Raummangel, Erster Weltkrieg, Inflation, Schließung des Museums) und der Unsicherheit über eine Fortführung des Länderkundemuseums begann mit der Eröffnung des neuen Grassimuseums 1928 eine erfolgreiche Zeit unter dem Direktor Rudolf Reinhard. Er verstand es, das Museum an modernen pädagogischen Prinzipien auszurichten. Für das Archiv gelang ihm die Akquise wichtiger Nachlässe, z. B. von Joseph Partsch, Hans Meyer, Paul Lehmann, Emil Trinkler oder Albert Tafel. Auch die umfangreichen Unterlagen der ersten Deutschen Südpolar-Expedition 1901–1903 überließ der wissenschaftliche Expeditionsleiter Erich von Drygalski Anfang der 1930er-Jahre dem Leipziger Archiv. Der Ausbau des Museums und des Archivs nach 1933 geschahen allerdings um den Preis einer ideologischen Ausrichtung im Ungeist des Nationalsozialismus. Obwohl der Museumsbau 1943 bei dem verheerendsten Luftangriff auf Leipzig ausbrannte, erlitt das Archiv keine größeren Verluste, da die Bestände ausgelagert waren.
Nach 1945 musste sich die Sammeltätigkeit des Archivs weitgehend auf Akten aus der DDR beschränken. Nachlässe wichtiger Vertreter der mitteldeutschen Hochschulgeographie kamen nach Leipzig, z. B. Kurt Hassert, Wilhelm Volz, Otto Schlüter, später auch Ernst Neef und Edgar Lehmann. Seit der Friedlichen Revolution kann sich das Archiv für Geographie im 1992 neu gegründeten Institut für Länderkunde als gesamtdeutsche und sogar international agierende Einrichtung profilieren, deren Bestände nach wie vor dynamisch anwachsen.

## Bestände
Das Archiv für Geographie besteht aus einem Schrift- und einem Bildarchiv.

### Schriftarchiv
Mit mehr als 200 einzeln ausgewiesenen Beständen versteht sich das Archiv für Geographie heute als das zentrale Depot für die jüngere Geographiegeschichte in Deutschland. Nach 1990 hat das Archiv zahlreiche Nachlässe von Geographen, z. B. Albrecht Penck, Leo Waibel, Otto Maull, Hans Mortensen, Walter Christaller, Oskar Schmieder, Josef Schmithüsen, Gottfried Pfeifer, Peter Schöller, Emil Meynen, Wolfgang Hartke und Geographinnen – z. B. Gudrun Höhl und Elisabeth Lichtenberger. Neben den Personennachlässen beherbergt das Archiv für Geographie die Redaktionsunterlagen geographischer Zeitschriften und publizistischer Großprojekte (Geographische Zeitschrift, Berichte zur deutschen Landeskunde, Atlas DDR) sowie die Akten zu wichtigen Fachgesellschaften und zentralen Berufsverbänden. Da die Vereine und Verbände über keine betreuten Archive verfügen, sieht das Leipziger Archiv eine wichtige Funktion darin, diesen Organisationen die Möglichkeit einer Endablage ihrer Akten anzubieten. 2013 entschied sich die Internationale Geographische Union (IGU), ihr Archiv von Rom nach Leipzig in die Obhut des IfL zu geben.

### Bildarchiv
Schon Alphons Stübel hatte bei der Einrichtung des Museums 1896 verstärkt auf Bildmaterial gesetzt. Mit Porträtfotografien wollte er einem europäischen Publikum die hierarchischen Gesellschaftsstrukturen der südamerikanischen Staaten vor Augen führen. Heute gilt die „Collection Alphons Stübel“ als eine der wichtigsten Sammlungen früher Südamerika-Fotografien. Von Hans Meyer kamen später umfangreiche Fotobestände aus den deutschen Kolonien, vor allem Ostafrika, hinzu. Seit Ende der 1920er-Jahre baute der Museumsdirektor Reinhard das Bildarchiv systematisch aus, indem er mit Reisenden Verträge abschloss, damit diese ihre fotografische Ausbeute dem Museum überließen. Nach dem Zweiten Weltkrieg kamen weitere Sammlungen hinzu, z. B. frühe Luftaufnahmen aus Ballon oder Luftschiff von Ernst Wandersleb und August Riedinger oder von Lothar Willmann aus der DDR. Insgesamt umfasst die Fotosammlung im Archiv für Geographie ca. 150.000 Einzelbilder aus aller Welt.
Neben den Fotografien existiert eine etwa genauso umfangreiche Sammlung Ansichtskarten. Ihre Anfänge gehen auf die private Sammlung des sächsischen Pastors Winfried von Funcke zurück, die das damalige Museum Anfang der 1960er-Jahre ankaufte. Einen Schwerpunkt bildet die Sammlung mit Leipzig-Motiven.
Dritter wichtiger Teil des Bildarchivs sind die Gemälde. Auch hier stand Alphons Stübel am Beginn der Sammlung. In Ecuador hatte er 1872 den einheimischen Rafael Troya angestellt, um nach seinen Vorstellungen Landschaftsgemälde anzufertigen. Später kamen zahlreiche Gemälde anderer Künstler hinzu, z. B. von Anton Goering, Rudolf Hellgrewe und Franz Kienmayer oder den beiden Alpenmalern Ernst Platz und Rudolf Reschreiter. Sie hatten Hans Meyer auf seinen Reisen 1898 nach Ostafrika bzw. 1903 nach Ecuador begleitet. Allein in dem von Fritz Klute in den 1930er-Jahren herausgegebenen „Handbuch der geographischen Wissenschaft“ tragen 17 Gemälde die Provenienz „Museum für Länderkunde“. Bis auf ganz wenige Ausnahmen kehrte dieser Vorkriegsbestand an Gemälden von den Auslagerungsorten nicht nach Leipzig zurück. Ihr Verbleib ist unbekannt. Gewissermaßen als Ersatz kaufte der damalige Direktor Edgar Lehmann 1957 rund 900 Bilder des Malers Ernst Vollbehr. Sie wurden allerdings nie im Museum ausgestellt, vermutlich wegen der nationalsozialistischen Überzeugungen des Künstlers. Alle Bilder Vollbehrs, die sich im Besitz des IfL befinden, können im Bibliothekskatalog des IfL eingesehen werden.

## Zugänglichkeit
Das Archiv für Geographie erschließt seine Nachlässe im Verbundkatalog Kalliope. Von den älteren Beständen liegen PDF-Dateien der Findbücher vor. Alle erschlossenen Bestände stehen der öffentlichen Nutzung unter Achtung der archivrechtlichen Zugangsbeschränkungen offen. Die digitalisierten Fotos und Gemälde des Archivs werden im Katalog der Geographischen Zentralbibliothek, darüber hinaus in der Deutschen Digitalen Bibliothek und Europeana veröffentlicht.

## Weiterführende Literatur
- Heinz Peter Brogiato: Das Leibniz-Institut für Länderkunde in Leipzig. Geographische Forschung und Sammlung in Vergangenheit und Gegenwart. In: Mitteldeutsches Jahrbuch für Kultur und Geschichte 15, 2008 (2009), S. 147–162.
- Heinz Peter Brogiato: Geographie: (…) so nothwendig für unsere Zeit. Das Archiv für Geographie des Leibniz-Instituts für Länderkunde. In: Archivar 75, 2022, H. 3, S. 220–222.